# Philibert-Benoît de La Rue
Pour les articles homonymes, voir De La Rue (homonymie).
Philibert-Benoît de La Rue dit La Rue l’aîné, né en 1718 et mort le 11 mars 1780, est un dessinateur, graveur et peintre de batailles français.

## Biographie
Élève de Charles Parrocel, il obtient, en 1748, le deuxième prix de l’Académie royale de peinture et de sculpture qui l’agrée en 1753. C’est lui qui a terminé la bataille de Lauffeld commencée par son maître.
Aliéné, il a été confiné à Notre-Dame-des-Vertus en 1756 et semble avoir arrêté la peinture en raison de sa maladie.
Il avait un frère, Louis-Félix Delarue, également dessinateur.

## Publications
- Divers sujets militaires inventés et gravés, Paris, Buldet, 17??

## Illustrations
- Balthasar Anton Dunker, Livre de divers animaux pour dessus de portes, Paris, Huquier, 1769

## Conservation
- Bibliothèque nationale de France, Croates, infanterie, gravure de Jean-Baptiste Delafosse d'après Philibert-Benoît de La Rue[2].